# 일본 스포츠청
스포츠청(일본어: スポーツ庁 스포츠초[*], Japan Sports Agency, 약칭: JSA)은 일본의 행정기관이다.

## 설치 근거 및 소관 업무

### 설치 근거
- 문부과학성설치법 제15조

### 소관 업무
- 스포츠의 진흥
- 기타 스포츠에 관한 시책의 종합적 추진

## 연혁
- 2015년(헤세이 27년) 10월 1일: 문부과학성 스포츠·청소년국을 스포츠청으로 승격.

## 조직

### 간부
- 장관 1인
- 차장 1인

### 내부부국
- 정책과
- 건강스포츠과
- 경기스포츠과
- 국제과
- 올림픽·패럴림픽과

### 심의회등
- 스포츠심의회

## 같이 보기
- 스포츠청 장관
- 스포츠청 차장